# Nion Tucker
Nion Robert Tucker (Suisun City, 21 agosto 1885 – San Francisco, 22 aprile 1950) è stato un bobbista statunitense.

## Biografia
Terminò gli studi all'università della California nel 1909. Ai II Giochi olimpici invernali (edizione disputatasi nel 1928 a Sankt Moritz in Svizzera) vinse la medaglia d'oro nel Bob a 4 con i connazionali Billy Fiske, Geoffrey Mason, Clifford Gray e Richard Parke partecipando nella seconda squadra statunitense, superò la prima statunitense (medaglia d'argento) e la prima tedesca (medaglia di bronzo).
Il tempo totalizzato fu di 3:20,5 con un minimo distacco dalla seconda e terza nazionale classificata (3:21,0 e 3:21,9 gli altri tempi medagliati).